# Де Паскале, Микеле
Микеле Де Паскале (итал. Michele De Pascale; род. 20 января 1985, Равенна, Эмилия-Романья) — итальянский политик, член Демократической партии. Мэр Равенны с 21 июня 2016 года, президент провинции Равенна с 4 сентября 2016 года, президент Союза провинций Италии с 13 мая 2018 года. Губернатор Эмилии-Романьи (с 2024).

## Биография
Сын республиканца, внук христианских демократов и коммунистов. Окончил лицей имени Аугусто Риги в Чезене, поступил на медицинский факультет университета, но не окончил его.
В 2004 году начал политическую карьеру — при поддержке Левых демократов был избран в муниципальный совет Червии, вошёл в комиссию по бюджету, возглавил консультативную комиссию по вопросам градостроительства. В 2009 году переизбран, занял в городской администрации должность асессора с полномочиями по общим вопросам и по связям с Евросоюзом. В 2013 году возглавил отделение Демократической партии в провинции Равенна.
В июне 2016 года впервые избран мэром Равенны, через три месяца стал главой администрации провинции Равенна. 17-18 ноября 2024 пошёл на региональные выборы в Эмилии-Романье во главе левоцентристской коалиции, которая одержала победу над правоцентристским блоком Элены Уголини с результатом 56,7 %.
27 ноября 2024 года апелляционный суд Болоньи официально утвердил результаты голосования, и Де Паскале вступил в должность.